# 沃德山
71°36′S 66°57′W / 71.600°S 66.950°W
沃德山（英語：Mount Ward），是南極洲的山峰，位於帕爾默地西部，處於巴特比山脈以南喬治六世海峽附近，在1947年12月23日由美國探險隊發現，現時由南極條約體系管理。